# Élan Béarnais Pau-Orthez
Élan Béarnais Pau-Orthez je jedan od najpoznatijih francuskih košarkaških klubova. Do 1989. je igrao u gradu Orthezu da bi potom otišao u susjedni grad Pau.

## Uspjesi
Kup Radivoja Koraća
- Pobjednik: 1984.

Francusko prvenstvo
- Prvak: 1986., 1987., 1992., 1998., 1999., 2001., 2003., 2004.
- Doprvak: 1989., 1993., 1995., 2002.

Francuski kup
- Pobjednik: 2002., 2003.
- Finalist: 2001., 2004.

Tournoi des As
- Pobjednik: 1991., 1992., 1993.

Semaine des As
- Pobjednik: 2003.

## Bivši igrači i treneri
- Jean-Michel Montabord
- Ryan Lorthridge
- Dwayne Scholten
- Claude Bergeaud (trener)